# 希尔伯特第五问题
希尔伯特第五问题，即是否所有连续群都是可微群的问题。它由德国著名数学家大卫·希尔伯特在1900年的国际数学家大会提出，是当时他提出的23个问题之一。1953年日本数学家山边英彦（山辺 英彦）证明了这个问题的答案是肯定的。